# Tabaksringvlekvirus
Het tabaksringvlekvirus (afgekort als TRSV, van het Engelse tobacco ringspot virus) is een plantenvirus dat verschillende soorten planten aantast. Het virus behoort tot het geslacht Nepovirus uit de familie Secoviridae. Het virus kan door verschillende diersoorten worden overgebracht zoals nematoden, varroamijten en honingbijen. Daarnaast kan het virus via sap van een besmette plant of via besmette zaden worden verspreid.
TRSV werd in 1927 voor het eerst waargenomen in tabaksvelden in de Amerikaanse staat Virginia. Vandaar het woord tabak in de naam. Het virus heeft een breed scala aan gastheren waaronder verschillende agrarische gewassen maar ook wilde planten. De naam "ringvlek" komt van het meest voorkomende symptoom, de geelgroene ringvlekken op de bladeren van de geïnfecteerde planten. Na verloop van tijd sterven de cellen rond deze ringvlekken af.
In sommige gebieden heeft het tabaksringvlekvirus plantentelers genoodzaakt om met het kweken van de getroffen gewassen te stoppen.

## Voorbeeld
Afgebeeld zijn de symptomen van het tabaksringvlekvirus in een Zamia furfuracea, de palmvaren. Wanneer de eingvlekken met Azuur A (een nucleïnezuur) gekleurd worden, worden twee typen inkapseling op bladeren gevonden: vacuolaire en kristalloïde inkapseling.

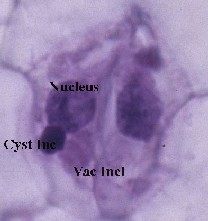
Vacuolaire (Vac Inc) en kristalloïde inkapseling (Cyst Inc), de meer donkere vlekken.
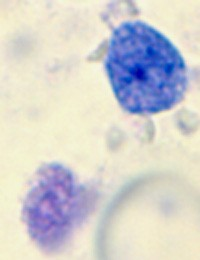
Vacuolaire virusinkapseling